# Kurt Brüning

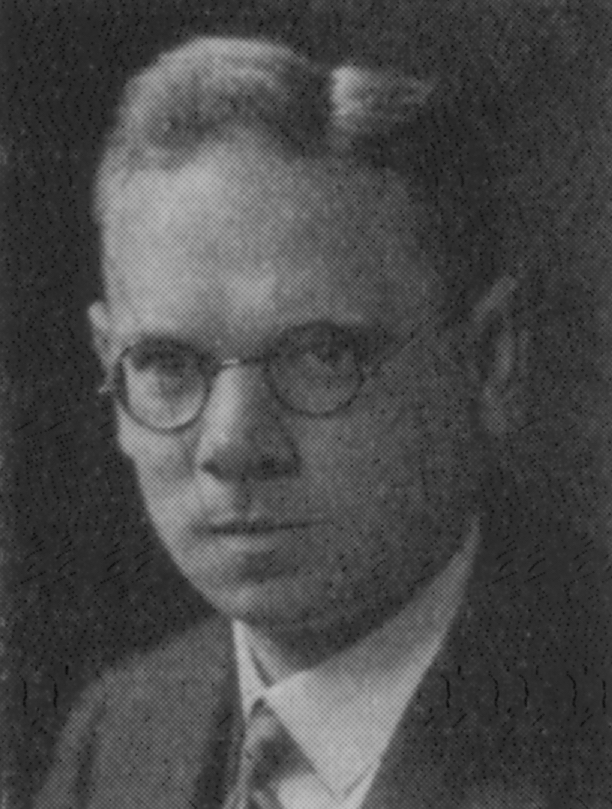
Kurt Brüning, um 1931

Kurt Brüning (* 27. November 1897 in Magdeburg; † 14. August 1961 in Heidelberg) war Professor für Landeskunde, Geograph und Geologe.

## Leben
1897 als Sohn des Kaufmannes Rudolf Brüning in Magdeburg geboren, besuchte Kurt Brüning dort die Guerickeschule, wo er 1916 die Reifeprüfung ablegte. Danach begann er das Studium der Naturwissenschaften unter besonderer Berücksichtigung der Fächer Geographie und Geologie an der Universität Halle. Er unterbrach das Studium, da er von 1917 bis 1918 am Ersten Weltkrieg teilnahm. 1919 setzte er das Studium an der Philipps-Universität Marburg fort und beendete es 1920 mit der Promotion zum Dr. phil. in Marburg über ein paläontologisches Thema.
Er erhielt zunächst eine Assistentenstelle für Geologie an der Bergakademie in Clausthal 1921 und 1922, ging im Anschluss daran ein Jahr zu praktischer Arbeit als Lehrhauer in den Bergbau in Clausthal und legte 1923 sein Staatsexamen ab. Von 1923 bis 1927 bekleidete er an der TH Hannover eine Assistentenstelle bei Erich Obst. Dort habilitierte er 1926 für Geographie mit einer Arbeit über den Bergbau im Harz im Mansfelder Land und vertrat dieses Fach auch 1929 und 1930 an der Westfälischen Wilhelms-Universität in Münster. Er befasste sich vornehmlich mit der Landeskunde für Niedersachsen und wurde 1928 aufgrund seiner Kenntnisse und Leistungen zum Geschäftsführer der Wirtschaftswissenschaftlichen Gesellschaft zum Studium Niedersachsens gewählt.
Im Jahre 1930 erhielt er eine Professur an der TH Braunschweig. Schwerpunktmäßig vertrat er die Anthropogeographie. Einer Entlassung aus dem Hochschuldienst kam das langjährige SPD-Parteimitglied Brüning nach der Machtübernahme 1933 durch einen eigenen Antrag auf Entpflichtung zuvor. Zum 1. Mai 1933 trat er der NSDAP bei (Mitgliedsnummer 2.956.606). Ab 1934 wurde er in Hannover im Provinzialinstitut für Landesplanung, Landes- und Volkskunde von Niedersachsen tätig, welches aus einer von Brüning geleiteten Dienststelle hervorging. Erst ab 1937 wurde ihm wieder eine außerplanmäßige Professor in Göttingen ermöglicht, allerdings unbezahlt. Nach der Ausbombung der Reichsarbeitsgemeinschaft für Raumforschung RAG (gegr. 1935) in Berlin erfolgte im Herbst 1944 auf Berliner Anweisung der Umzug des Instituts nach Göttingen. Dort wurde er ab 1944 nebenamtlicher „Obmann“ (Leiter) der RAG.
Im November 1946 übernahm Brüning als Direktor die Leitung des neugegründeten Niedersächsischen Amtes für Landesplanung und Statistik, wurde Präsident der Akademie für Raumforschung und Landesplanung sowie persönlicher Berater des niedersächsischen Innenministers.
1958 wurde Brüning auf dem Niedersachsentag in Alfeld in den Vorstand des niedersächsischen Heimatbundes gewählt. Des Weiteren war er Mitglied im Heimatbund Niedersachsen. Seit 1954 war er ordentliches Mitglied der Braunschweigischen Wissenschaftlichen Gesellschaft.
Brüning erlitt am 14. August 1961 in Heidelberg einen tödlichen Herzinfarkt, als er dort von dem am Vortag begonnenen Mauerbau in Berlin erfuhr.

## Leistungen
Brüning hatte sich an der in den 1920er Jahren geführten Diskussion zur Reichsreform über ein Gutachten zur Abgrenzung Niedersachsens beteiligt (Denkschrift „Niedersachsen im Rahmen der Neugliederung des Reichs“,1929 und 1931; „Atlas Niedersachsen“, 1934). Diese Vorarbeiten hatten letztlich auch auf die Entscheidung der Britischen Militärregierung Einfluss, 1946 die ehemaligen Länder und Provinzen Hannover, Braunschweig, Oldenburg und Schaumburg-Lippe zum Land Niedersachsen zu vereinen. Er gilt daher als „geistiger Vater“ des Landes Niedersachsen in seiner heutigen geographischen Gestalt. Die von ihm erarbeiteten beiden Bände zu dieser Thematik gelten bisweilen als beachtenswert für die Fragen einer räumlichen Neugliederung. Auch seine landeskundlichen Atlanten und wirtschaftsgeographischen Publikationen über Niedersachsen haben bislang kaum eine Parallele gefunden.
Er war Direktor des „Niedersächsischen Amts für Landesplanung und Statistik“ von 1946 bis 1961, Direktor des Instituts für Landesplanung und niedersächsische Landeskunde seit 1937 sowie von 1947 bis 1959 Präsident der Akademie für Raumforschung und Landesplanung seit 1946 mit dem Generalsekretär und Weggefährten Heinrich Hunke sowie Referent für Landesplanung im Ministerium des Inneren seines Bundeslandes.

## Werke
- Niedersachsen im Rahmen der Neugliederung des Reichs. 1929 und 1931.
- Atlas Niedersachsen. 1934.
- Landeskunde von Asien. 1936.
- Das hannoversche Emsland. 1937.
- Neubildung des Landes Niedersachsen. 1946.
- Wirtschaftsgeographie und Landesplanung von Niedersachsen. 1949.
- Landesplanung, Raumforschung und praktische Geographie. 1952.
- Bevölkerungszahl und Ernährungskraft des Landes Niedersachsen. 1953.
- Australien. 1957.